# 多瑙 (明尼蘇達州)
多瑙（英語：Danube）是一個位於美國明尼蘇達州倫維爾縣的城市。

## 歷史
多瑙於1899年成立，得名自多瑙河。多瑙的郵局自1903年起營運至今。

## 人口
根據2020年美國人口普查的數據，多瑙的面積為1.26平方千米，皆為陸地。當地共有人口458人，而人口密度為每平方千米363人。